# فهرست میراث فرهنگی ناملموس در اتریش
فهرست میراث ناملموس در اتریش شامل ۱۱ میراث ناملموس است.
گنجاندن عناصر جدید میراث در فهرست‌های میراث فرهنگی ناملموس توسط کمیته بین‌دولتی برای حفاظت از میراث فرهنگی ناملموس تعیین می‌شود که توسط کنوانسیون تأسیس شده است. این میراث شامل دانش، مهارت‌ها، سنت‌ها، آیین‌ها، زبان‌ها، موسیقی، رقص، هنرهای نمایشی، غذاهای سنتی و دیگر جلوه‌های زنده فرهنگ است. هدف از حفاظت این میراث، حفظ تنوع فرهنگی و هویت‌های بومی در برابر تغییرات جهانی است.
اتریش این کنوانسیون را در ۹ آوریل ۲۰۰۹ تصویب کرد.

## فهرست
| نام                                                                                 | تصویر | سال  | شماره | توضیحات                                                |
| ----------------------------------------------------------------------------------- | ----- | ---- | ----- | ------------------------------------------------------ |
| Schemenlaufen, کارناوال ایمست، اتریش                                                |       | ۲۰۱۲ | 00726 | کارناوال ایمست (شهر اتریش) (تیرول (ایالت)).            |
| هنر سوارکاری کلاسیک و High School مدرسه سوارکاری اسپانیایی وین                      |       | ۲۰۱۵ | 01106 |                                                        |
| Blaudruck/Modrotisk/Kékfestés/Modrotlač, چاپ مقاوم بلوک و رنگ‌رزی ایندیگو در اروپا + |       | ۲۰۱۸ | 01365 |                                                        |
| مدیریت ریسک بهمن +                                                                  |       | ۲۰۱۸ | 01380 |                                                        |
| بازداری، میراث بشری زنده +                                                          |       | ۲۰۲۱ | 01708 |                                                        |
| سنت‌های پرورش اسب Lipizzan +                                                         |       | ۲۰۲۲ | 01687 |                                                        |
| Timber rafting +                                                                    |       | ۲۰۲۲ | 01866 | کلک‌ها با اتصال تنه‌های درخت برای حمل چوب از طریق آب.    |
| آبیاری سنتی: دانش، تکنیک و سازماندهی +                                              |       | ۲۰۲۳ | 01979 |                                                        |
| رمه‌گردانی، حرکت فصلی دام‌ها +                                                        |       | ۲۰۲۳ | 01964 | دامداری فصلی بین چراگاه‌های تابستانی و زمستانی.         |
| هنر خشکه‌چین ساختن، دانش و تکنیک‌ها +                                                 |       | ۲۰۲۴ | 02106 | ساخت ساختمان‌ها با سنگ‌های خشکه‌چین بدون استفاده از ملات. |

## یادداشت
1. ↑  اشتراک با جمهوری چک، آلمان، مجارستان و اسلواکی.
2. ↑  اشتراک با سوئیس.
3. ↑  اشتراک با بلژیک، کرواسی، جمهوری چک، فرانسه، آلمان، مجارستان، ایرلند، ایتالیا، قزاقستان، جمهوری کره، قرقیزستان، مغولستان، مراکش، هلند، پاکستان، لهستان، پرتغال، قطر، عربستان سعودی، اسلواکی، اسپانیا، سوریه و امارات متحده عربی.
4. ↑  اشتراک با بوسنی و هرزگوین، کرواسی، مجارستان، ایتالیا، رومانی، اسلواکی و اسلوونی.
5. ↑  اشتراک با جمهوری چک، آلمان، لتونی، لهستان و اسپانیا.
6. ↑  اشتراک با بلژیک، آلمان، ایتالیا، لوکزامبورگ، هلند و سوئیس.
7. ↑  اشتراک با آلبانی، آندورا، کرواسی، فرانسه، یونان، ایتالیا، لوکزامبورگ، رومانی و اسپانیا.
8. ↑  اشتراک با کرواسی، قبرس، فرانسه، یونان، ایتالیا، اسلوونی، اسپانیا، سوئیس، آندورا، بلژیک، ایرلند و لوکزامبورگ.